# Odra
Odra (češ./polj. Odra, njem. Oder) je rijeka duga 854 km koja izvire u Češkoj Republici, protječe kroz zapadnu Poljsku i čini granicu između Njemačke i Poljske u dužini između 187 km. Ušće se zove Szczecinska laguna.
Odra prolazi kroz nekoliko velikih gradova u Češkoj, Poljskoj i Njemačkoj: Ostrava, Opole, Wrocław, Frankfurt na Odri i Szczecin.

## Vanjske poveznice
|  | Zajednički poslužitelj ima još gradiva o temi Odra |

- www.odra.org poveznica koja sadrži više informacija o rijeci Odri